# Като, Миёси
Миёси Като (加藤 美美 родилась 31 июля 1962 в Нагоя, префектура Айти) — японская конькобежка, специализирующаяся в Конькобежном спорте и шорт-треке. Участвовала в Олимпийских играх 1980 года в Лейк-Плэсиде, в конькобежном спорте. Двукратная чемпионка мира в шорт-треке в абсолютном зачёте 1980 и 1981 годов.

## Биография
Миёси Като занималась лёгкой атлетикой в средней школе Камиоке до 2 класса, но увидев состязания по шорт-треку, которым занималась её старшая сестра Мика Като, Миёси решила перейти в конькобежный спорт. С 14 лет она упорно и активно занималась на крытом катке в Нагое, накатывая по 40 км в день. В 1978 году она участвует на Всеяпонском юниорском чемпионате по конькобежному спорту и заняла 3 место в общем зачёте. Далее на 1-м Всеяпонском чемпионате по шорт-треку она занимает 1 место в общем зачёте.
В том же 1978 году она установила новый рекорд Японии в конькобежном спорте на дистанции 3000 метров с результатом 4:42:85. На неофициальном чемпионате мира по шорт-треку в Солихалле Като занимает 2 место в общем зачёте. А в 1979 году устанавливает новый рекорд Японии на средней дистанции 1500 метров с результатом 2:13:73. И выступала на 47-м чемпионате Японии, как самая молодая участница в истории страны. В том же году выиграла второй подряд чемпионат Японии по шорт-треку, а весной выиграла бронзу в общем зачёте на чемпионате мира в Квебеке.
В 1980 году приняла участие в зимних Олимпийских играх в Лейк-Плэсиде в конькобежном спорте, выступала в 3 дистанциях. На 1000 метров была 17-й, на 1500 — 24-й, и 3000 — 21-й.
После Олимпиады она выиграла открытый чемпионат Нидерландов в общем зачёте и чемпионат мира в Милане, заняв первое место в многоборье, её сестра Мика была второй.
На 1-м чемпионате мира под эгидой ISU 1981 года в Мёдоне во Франции она вновь взяла золото, а сестра серебро. В 1982 году успехи были скромнее, на чемпионат мира не отобралась, 2 место на чемпионате Японии, после трёх побед. В январе 1983 года она заняла 3-е место в общем зачете Всеяпонского чемпионата, а на мировом первенстве в Токио Миёси Като выиграла бронзу в общем зачёте, а её сестра Мика 2-е место.